# سرآبادان
سرآبادان روستایی در دهستان خرازان، بخش مرکزی شهرستان تفرش استان مرکزی ایران است که در شمال شرقی شهرستان تفرش واقع شده است. روستای سرآبادان در مرزی‌ترین نقطه بین استان مرکزی و استان قم قراردارد. این روستا با روستاهای ابره‌در، خرازان، کهک، انجیله و با شهر تفرش مرز مشترک دارد. به عقیده برخی از زبان شناسان، در گویش محلی مردم سرآبادان کماکان بسیاری از الفاظ و کلمات فارسی پهلوی مصطلح بوده و در نوع خود منحصر به فرد و متفاوت از نواحی اطراف می‌باشد.

## جغرافیا
روستای سرآبادان از توابع بخش مرکزی شهرستان تفرش با مختصات جغرافیایی ۵۰ درجه و هفت دقیقه طول شرقی و ۳۴ درجه و ۴۴ دقیقه عرض شمالی در ۲۵ کیلومتری شهرستان تفرش و ۹۵ کیلومتری شهر اراک واقع شده است. موقعیت جغرافیایی این روستا در یکی از مرتفع‌ترین نقاط تفرش و در میان کوه‌ها قرار دارد و به همین سبب، به عنوان ماسوله استان مرکزی معرفی شده است.

## نامگذاری روستا
دِه سرآبادان به معنی بلندترین یا بالاترین روستا است (از آنجا که سر بالاترین عضو بدن و آبادان به معنی آبادی هاست).

## محله‌های روستا
- محله بالا
- محله پایین
- دشت
- جونگ
- قلعه
- مسجد
- میان ده
- اوپری

## جاذبه‌های گردشگری

نمایی از پیچ محله بالا و بافت پلکانی روستا

نمایی از بافت قدیمی

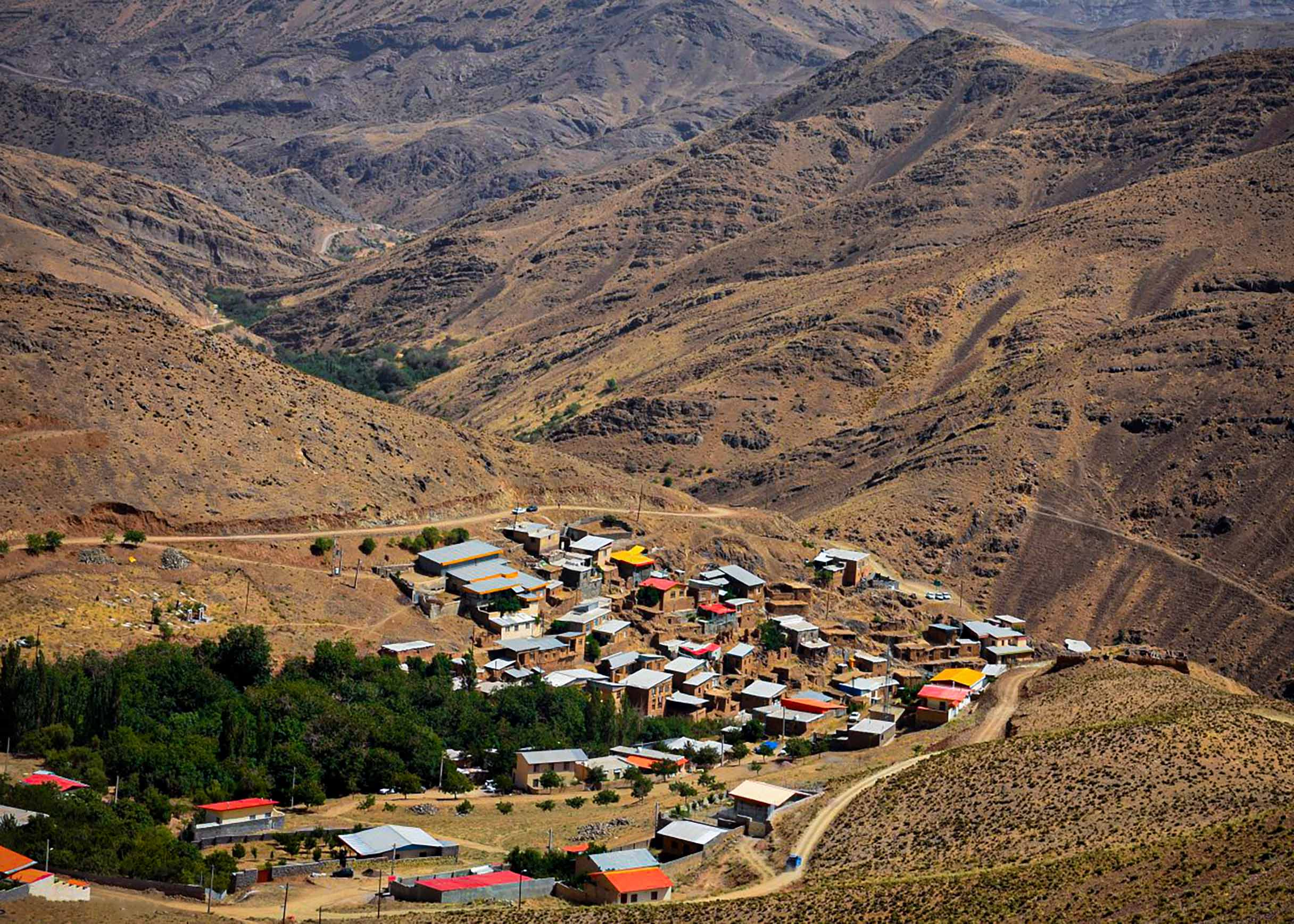
سرآبادان، تابستان ۱۳۹۵

به گفتهٔ دهیار روستای سرآبادان، در عملیات راهسازی اداره راه و شهرسازی شهرستان تفرش گورهایی کشف شد که بر اساس گزارش باستان‌شناسان، قدمت هزار و ۸۰۰ ساله دارند. امامزاده شاهزاده سلیمان که تخریب شده بود، به‌دست اهالی و خیران بازسازی شد که سبب رونق و بازگشت مجدد روستاییان به سرآبادان شده؛ گرچه نیاز است در خصوص حفظ و احیای سنگ قبرهای قدیمی تخریب شده، اعتبار ویژه تخصیص یابد. یکی از دلایل استفاده نشدن از ظرفیت گردشگری این منطقه، نداشتن راه مناسب است که در عدم استقبال گردشگران اثر مستقیم دارد.
- قنات‌ها، چشمه‌های قدیمی و زیبا و باغات دنج با درختان گردو قدیمی با قدمت بیش از ۲۰۰ سال
- کوه‌های مرتفع روستا
- تکیه تاریخی با قدمت کهن که در سال ۱۴۰۱ مرمت گردید.
- امام زاده سلیمان که در میان دِه قرار دارد و بازسازی و مرمت شده است.
- درخت سقز قدیمی که در بایر کوه سقز روبروی آبادی واقع شده است.
- بافت قدیمی روستا که از سازه‌های کاه و گِل و خشت و تیر چوبی ساخته شده‌اند
- وجود قلعه‌های کهن با قدمتی حدود ۵۰۰ ساله که البته بخشی از آن تخریب شده و زاغه‌های ساروجی آن باقی مانده است.
- آرامستان روستا که در آن شهدای روستا و قبور قدیمی نگهداری می‌شوند که خود دلیلی بر تاریخی بودن روستا می‌باشد.
- مسجد جامع روستا که توسط رمضان فمی تفرشی سرآبادانی با ظرافت هنر دست در صنعت نجاری بنا گردید و تاکنون مورد استفاده اهالی قرار می‌گیرد.

یکی از اماکن باستانی روستای سرآبادان گورستان این روستا می‌باشد که دارای پیشینه‌ای بسیار کهن است. گذشته از قبوری که هیچ نشانه ای بر روی آنها وجود نداشته است؛ بررسی‌های تخصصی دیرینه‌شناسی بر روی شکل فیزیکی و بقایای بدست آمده از درون این قبور، حکایت از قدمت بیش از یک هزار ساله آنها دارد، وجود سنگهای قبور مکعب مستطیل شکل با طول بیش از یک و نیم متر که اکثراً با خط ثلث یا نسخ نام ساده‌ای از متوفی همراه با تاریخ قمری بر روی آن حک شده، پیشینه سیصد الی پانصد ساله را به روشنی پیش روی بازدید کنندگان قرار می‌دهد. یکی از نکات جالب در مورد این نمونه از سنگ‌ها شیوه منحصر بفرد حک کردن زمان فوت متوفی با تاریخ قمری است؛ بدین گونه که به‌طور مثال برای درج سال ۱۱۰۱، در گوشه سنگ پس از حک کردن کلمه «سنه» از چپ به راست ابتدا عدد یک و سپس سه صفر در جلوی آن به نشانه هزار حک شده که بصورت عمودی روی هم قرار گرفته‌اند و بعد از آن مجدداً عدد یک و دو صفر در جلوی آن بصورت عمودی به نشانه صد و در نهایت عدد یک حک شده است. در طی قرن‌ها، بسیاری از این سنگ‌ها که جنس آهکی بسیار شکننده و به رنگ سبز دارند، در اثر عوامل طبیعی از بین رفته یا با جاری شدن سیلاب‌های تند به‌ویژه سیلی که حدود دو دهه قبل کل منطقه را به ویرانی کشید زیر گل مدفون شده است.

گذشته از سنگ‌های یاد شده که به نوعی بیانگر دورانی خاص از تأثیر فرهنگ اسلامی در این منطقه می‌باشد، تعدادی از سنگ‌های قبور این گورستان باستانی نیز در اندازه متفاوت‌تری با طول کمتر و پهنای بیشتر عمدتاً از جنس آهکی سبز و شیری رنگ وجود دارد که بالای آنها گوشه‌دار یا با انحنایی متأثر از محراب بوده و بر روی آن‌ها بر نام متوفی نقش‌هایی از مهر نماز حک شده که با توجه به تاریخ فوت متعلق به دویست تا سیصد سال پیش می‌باشد. خطوط نگارش بر روی این سنگ‌ها بیشتر از نوع نستعلیق و تلفیقی از نسخ و ثلث می‌باشد. 

هوای مه آلود روستا در بهار ۱۳۹۴

## مسیرهای دسترسی به روستا
از ۳ طریق می‌توان به روستای سرآبادان دسترسی پیدا کرد. در مسیر اول از محور ساوه جاده سده ساوه (الغدیر) و بعد از طی نمودن مسیر روستای کندج، خانک، ابره‌در و سپس به روستای سرآبادان رسید. روش دوم از استان قم از طریق طی نمودن روستاهای قاهان، کاسوا، نویس، انجیله و سپس روستای سرآبادان رسید. و در مسیر سوم از طریق شهرستان تفرش جاده روستای کهک به سرآبادان به این روستا می‌توان رسید. لازم به توضیح است که در حال حاضر تمامی مسیرهای منتهی به روستا خاکی می‌باشد و از محور آسفالت محروم می‌باشد.

## شهدای روستا
روستای سرآبادان از دوران جنگ ۸ ساله ایران و عراق ۲۵ شهید و بیش از ۳۰ جانباز و آزاده دارد. در ۲۷ شهریور ۱۳۹۵ دومین یادواره شهدای روستا در محل روستای سرآبادان برگزار گردید. 

شهدای سرآبادان به همراه اسامی

| شهدای سرآبادان | تاریخ شهادت |
| غلامرضا سرآبادانی حسن عرب نژاد اسماعیل سرآبادانی امیر رمضانی سرآبادانی سردار صفر سرآبادانی سردار ابوالفضل سرآبادانی (عبدالله) حاج علی محمد سرآبادانی علی سرآبادانی اسماعیل شفیعی شیخ مجید سرآبادانی سعید سرآبادانی غلامحسین سرآبادانی حسین شفیعی علی اکبر شفیعی محمد رضا سرآبادانی ابوالفضل سرآبادانی (محمد) مسعود سرآبادانی علی اصغر سرآبادانی علی رضا عباسی محسن شفیعی عبدالله سرآبادانی حسن سرآبادانی (غلامحسین) محمود سرآبادانی | ۱۳۶۲/۱/۲ ۱۳۶۰/۱/۸ ۱۳۶۱/۱/۱۳ ۱۳۶۵/۱/۱۷ ۱۳۶۶/۱/۱۹ ۱۳۶۱/۲/۲ ۱۳۶۳/۴/۱۷ ۱۳۶۱/۴/۲۳ ۱۳۹۵/۴/۲۵ ۱۳۶۱/۵/۶ ۱۳۶۲/۵/۹ ۱۳۶۶/۵/۱۹ ۱۳۶۱/۷/۱۵ ۱۳۶۲/۸/۱۲ ۱۳۶۸/۹/۱۱ ۱۳۶۲ ۱۳۸۹/۱۰/۵ ۱۳۶۵/۱۱/۴ ۱۳۶۵/۱۱/۱۳ ۱۳۶۱/۱۱/۲۲ ۱۳۶۶/۱۲/۱۰ ۱۳۶۲/۱۲/۱۰ |
| --- | --- |

## محصولات روستا شغل اهالی روستا
- محصولات لبنی مانند شیر، دوغ، ماست، کره، پنیر و..
- انواع میوه سیب، گیلاس، گلابی، توت، شاتوت، آلو، زردآلو،
- از برجسته‌ترین محصولات روستا می‌توان به گردو و بادام روستا اشاره کرد
- اغلب مردم روستا به شغل دامداری و کشاورزی مشغول می‌باشند. یکی از مهم‌ترین محصولات کشاورزی روستا در گذشته لوبیا بوده که به همین جهت درگذشته‌ای نه چندان دور مردمان آن به لوبیاخور مشهوربودند. از دیگر محصولات می‌توان به گندم، جو، عدس، نخود، سیب‌زمینی و… اشاره نمود که در چند سال اخیر به علت افزایش باغات، کمبود آب و کاهش جمعیت کشت محصوالت زراعی کم‌کم روبه فراموشی رفته است. محصولات درختی مهم‌ترین آنها گردو، سیب و گیلاس است. از دیگر محصوالت می‌توان به بادام (آلوزرد، زردآلو، گلابی، قیصی، آلوبخارا، گوجه سبزو … اشاره نمود. باغ یا زمینی در این روستا نمی‌توان یافت که محصولی داشته باشد ولی درخت گردو درآن نباشد. محصولات دامی شیر، پنیر، کره، دوغ، ماست، روغن حیوانی، کشک، قره قوروت، گوشت، زراعت، باغبانی و دامداری این مردمان بیشتر به طرق سنتی بوده که در چند سال اخیر به دلیل کمبود آب و افزایش باغات کمتر مزرعه ای می‌توان یافت که لوله‌های کوچک و بزرگ آب در آن خودنمایی نکند. این روستا مرتفع‌ترین و سرسبزترین آبادی در بین روستاهای اطراف خود می‌باشد که از طریق تفرش از دو گردنه لشگرگاه و خرازان ساوه (قم) از مسیر جاده قاهان – چاهک – مهرزمین و ابره‌در قابل دسترسی می‌باشد که هر سه مسیر خاکی می‌باشد و علی‌رغم پیگیری اهالی و شورا هنوز هیچ ارگانی آسفالت کردن حتی یکی از این راه‌ها را به عهده نگرفته است.

## قدمت روستا
سرآبادان قدمتی بیش از هزار هشتصد سال دارد و وجود سنگ قبرهای ۱۰۰ ساله روستا گواهی بر این مدعاست، هرچند متأسفانه تعدادی از این سنگ قبرها دستخوش سرقت و برخی در زیر سیلاب‌ها مدفون شدند، اما همچنان با گذری بر این روستای کهن می‌توان شماری از آنها را دید و به قدمت این منطقه و سرآبادان پی برد. با توجه به مستندات تاریخ تأسیس روستا به دوران حکومت ساسانیان شاهپور دوم ساسانی بازمی‌گردد.

## مراسم تعزیه خوانی

مراسم تعزیه خوانی سرآبادان محرم ۱۳۹۷

از رایج‌ترین مراسم‌های مذهبی روستا می‌توان به تعزیه خوانی ایان محرم اشاره کرد که در مکان تکیه تاریخی روستا از شب اول محرم تاشب دهم محرم و شام غریبان برگزار می‌گردد.

## امام زاده (شاهزاده) سلیمان

امام زاده (شاهزاده سلیمان) سرآبادان

روستا بواسطه وجود امامزاده شاهزاده سلیمان که به‌دست خیران روستا بازسازی و نوسازی شده است جاذبه گردشگری مذهبی نیز دارد و در واقع سرآبادان مجموعه‌ای از گردشگری تاریخی، طبیعی و مذهبی را در خود جای داده است که تنها باید به مسافران و گردشگران معرفی شود.

## جمعیت
بر پایه سرشماری عمومی نفوس و مسکن در سال ۱۳۹۵ جمعیت این روستا ۵۲ نفر (۲۶خانوار) بوده است. جمعیت روستا در حال حاضر حدود ۵۳ نفر است که در فصل بهار و تابستان بویژه ایام تعطیل بواسطه طبیعت بکر به حدود ۳۰۰ نفر افزایش می‌یابد و در واقع مهاجران روستا بازمی‌گردند و اوج این بازگشت در اردیبهشت ماه رقم می‌خورد. وجود چشمه‌سارها که در نقاط مختلف روستا پراکنده شده است خود عاملی جهت آبادانی سرآبادان و بازگشت اهالی مهاجرت کرده روستاست.